# Alyson Leigh Rosenfeld
Pour les articles homonymes, voir Leigh et Rosenfeld.
Alyson Leigh Rosenfeld (née le 21 mars 1987) est une actrice, chanteuse, écrivaine et productrice américaine plus connue sous le nom de Bonnie (et, auparavant, l'Infirmière Joëlle). Elle a notamment travaillé sur le doublage en anglais de Pokémon et de Rio sur Yu-Gi-Oh! Zexal.

## Filmographie

### Animation
- Pokémon (TV franchise montre/films) – Infirmière Joëlle
  - Pokémon – Sophocle, Bonnie, Roxie, l'Audino de l'Infirmière Joëlle, le Bunnelby de Clemont, le Bounsweet de Mallow, voix supplémentaires
  - Pokémon, le Film: Volcanion et la Merveille de Mécanique - Bonnie
  - Pokémon, le Film: Hoopa et le Choc des Âges - Bonnie
  - Pokémon, le Film: Diancie et le Cocon de la Destruction – Bonnie
  - Pokémon, le Film: Genesect et la Légende Éveillé – Infirmière Joëlle, l'Audino de l'Infirmière Joëlle
  - Pokémon, le Film: Kyurem vs l'Épée de la Justice – Infirmière Joëlle, l'Audino de l'Infirmière Joëlle
  - Pokémon: Zoroark: le Maître des Illusions - Peg
- Pokémon Mystery Dungeon: Gates to Infinity (jeu vidéo) – Pikachu
- PokéPark 2: Merveilles au-Delà (jeu vidéo) – Audino
- Super 4 – la Princesse Leonora et Baba la Carra et la Reine des Fées
- Yu-Gi-Oh! (de série)
  - ZEXAL II – Rio/Marin, Iris, voix supplémentaires
  - ARC-V – Allie, Riley Akaba, Amanda
- Axel: Le Plus Petit Héros – Deuxième Gardien
- Winx Club (DuArt Film et de la Vidéo, de la saison 7) – Miele[1]
- Monde des Winx (Netflix)- Evans, Madelyn
- Les moutons et les Loups - Shia
- Suzy Zoo - Witzy
- Psychique De L'École Wars - Kahori Harukawa
- L'académie royale - Joy Grenouille
- Robocar Poli - Cleany
- Mobile Suit Gundam: The Origin - Fraw Arc
- P. Roi Petit Canard
- Tip La Souris - Tip La Souris (Voix)
- Nella, la Princesse, le Chevalier - Olivia
- Yu-Gi-Oh!: Le Côté Sombre de Dimensions - Petite Fille / Écolière / Femme touriste
- Votre Nom - Sakura, Présentatrice Météo

### Live action
- Crumbly Kitchen[2] – Liz Berger
- An addiction to Payne – Annie
- Parker Et Steve – Gabby
- Byte Me – Leslie Schwartz

### Doublage
- La Proie – Melissa
- Boy, Girl, etc. : Girl
- Nella princesse chevalier : Olivia
- La Famille Chat : Smidge et Mustard
- Polly Pocket : Polly Pocket
- Charlotte aux fraises, 2018 : Charlotte aux fraises
- 44 chats : Lola, Neko et Fleur

## Théâtre
Du 28 janvier au 19 février 2017, Rosenfeld est la vedette de Marry Me a Little (spectacle musical) par Stephen Sondheim et joue également Lucy dans You're a Good Man, Charlie Brown,.
Rosenfeld a également joué dans Lynn Ahrens et Seussical à "The Gallery Players" du 29 janvier au 21 février 2016.
Rosenfeld a aussi eu le rôle principal dans diverses productions de Stephen Schwartz en mars 2015.

## Productions

### En tant qu'écrivaine
- Crumbly Kitchen

### En tant que productrice
- Crumbly Kitchen
- Parker Et Steve